# Pete Best

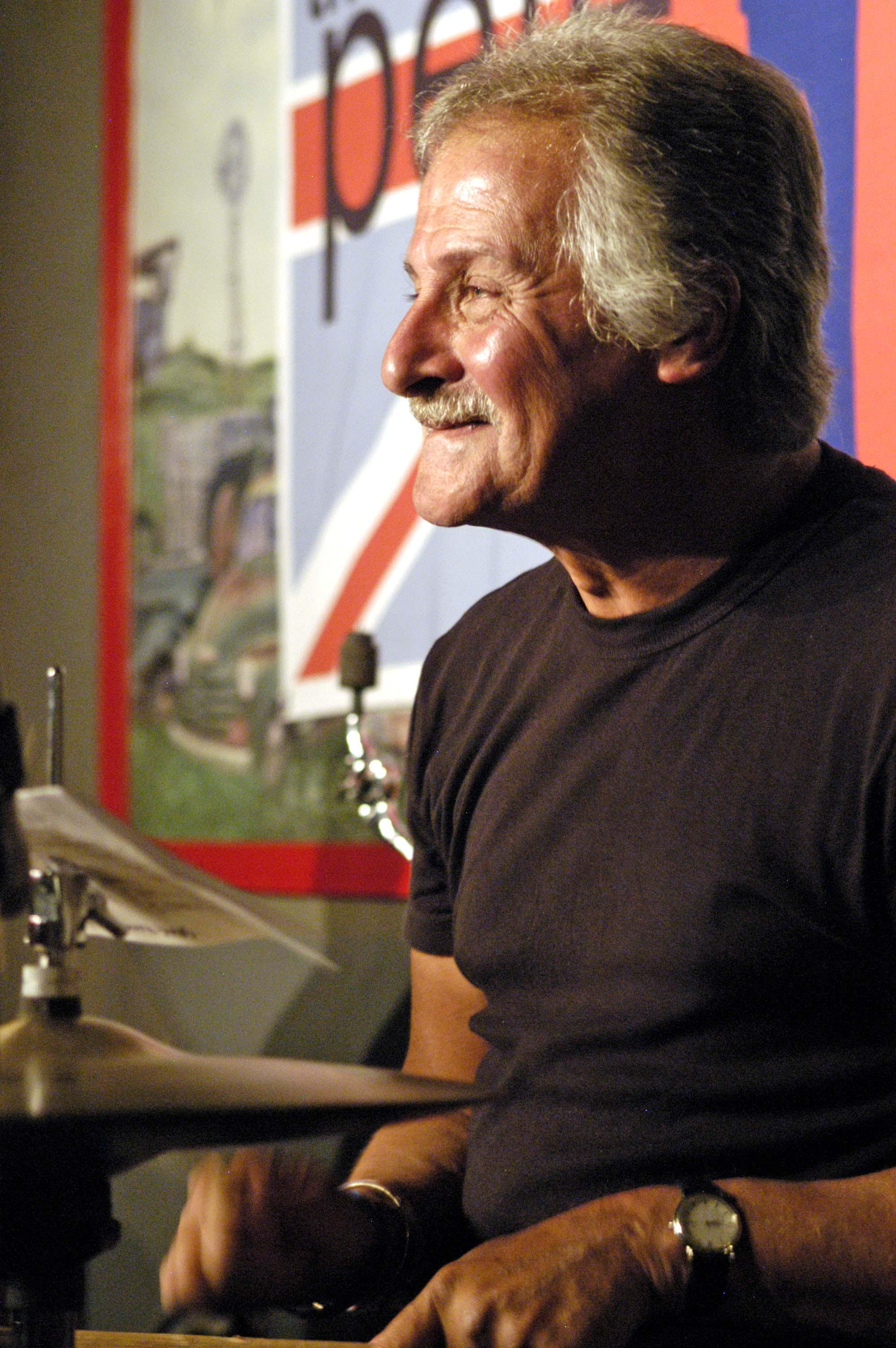
Pete Best în 2006

Pete Best (n. 24 noiembrie 1941, Madras, India Britanică), cu numele originar Randolph Peter Best este un muzician englez, cunoscut ca primul toboșar al trupei The Beatles, cunoscuți în acea perioadă ca The Quarrymen.
După ce a activat în cadrul unor formații fără succes la public, Best a renunțat la industria muzicală pentru a lucra în calitate de funcționar public timp de 20 de ani. A fost căsătorit peste 50 de ani cu Kathy Best; au două fiice și patru nepoți.